# Church of the Province of South East Asia
Die Church of the Province of South East Asia ist eine Mitgliedskirche der Anglikanischen Gemeinschaft. Sie erstreckt sich über Malaysia, Singapur, Thailand, Indonesien, Kambodscha, Vietnam, Brunei, Laos und Nepal. Nachdem im Jahre 1805 die Mission in diesem Gebiet begonnen hatte, bekam es bereits 1855 seinen ersten Bischof. Bis 1970 unter dem Primat des Erzbischofs von Canterbury stehend, wurde die Provinz 1970 selbständig und besitzt heute vier Diözesen (Kuching, Sabah, Singapur und Westmalaysia) unter dem Primat des Erzbischofs von Südostasien.

## Geschichte
1855 wurden die Bistümer Labuan und Sarawak gegründet – beide mit Bischof Francis McDougall an der Spitze. Nachdem Singapur bzw. die Straits Settlements 1867 zur britischen Kronkolonie ernannt wurden, wurde die anglikanische Kirche in Singapur 1869 unter die Verantwortung des Bischofs von Labuan und Sarawak (und nicht länger Kalkutta) gestellt. 1881 offiziell als Diözese von Singapore, Labuan und Sarawak betitelt, erkannte man, dass die Diözese zu große Ausmaße angenommen hatte. 1909 wurde sie aufgeteilt in die Diözese Singapur, die Diözese Labuan und das Bistum Sarawak.
Der Diözese Singapur unterstanden die Straits Settlements, die Halbinsel Malaya, Siam, Java, Sumatra und angrenzende Inseln. 1960 erfolgte die Umbenennung in Diözese Singapur und Malaya, 1970 die Teilung in Diözese Singapur und Diözese Westmalaysia.
Die Diözese Labuan und das Bistum Sarawak waren zunächst getrennt und fusionierten 1949 als Diözese Borneo. 1962 teilte diese sich schließlich wieder auf in die Diözese Jesselton (später: Diözese Sabah), die den Bundesstaat Sabah und das Bundesterritorium Labuan umfasst, und die Diözese Kuching, die den Bundesstaat Sarawak und das Königreich Brunei umfasst.
Die heutige Aufteilung ist wie folgt:
| Diözese      | Staat                                                      | Bischof          |
| ------------ | ---------------------------------------------------------- | ---------------- |
| Kuching      | Malaysia, Kuching Brunei                                   | Bolly Anak Lapok |
| Sabah        | Malaysia, Kota Kinabalu                                    | Melter Jiki Tais |
| Singapur     | Singapur Indonesien Kambodscha Laos Nepal Thailand Vietnam | Rennis Ponniah   |
| Westmalaysia | Malaysia, Kuala Lumpur                                     | Ng Moon Hing     |

Der ehemalige Erzbischof John Chew Hiang Chea gehörte zu den sieben Primassen, die im Februar 2007 sich weigerten, gemeinsam mit der vorsitzenden Bischöfin der Episkopalkirche der Vereinigten Staaten von Amerika die Kommunion zu empfangen. Diese Weigerung steht im Zusammenhang mit der Weihe des offen schwulen Bischofs in der Episcopal Diocese of New Hampshire, Gene Robinson, die allerdings nur ein auslösender Moment war für einen bereits länger schwelenden Streit zwischen liberalen und konservativen Anglikanern über Fragen der Autorität und Exegese.

## Primates
- Joshua Chiu Ban It (1966–1982)
- Moses Tay Leng Kong (1996–2000)
- Datuk Yong Ping Chung (2000–2006)
- John Chew (2006–2012)
- Datuk Bolly anak Lapok (2012–2016)
- Ng Moon Hing (2016–2020)
- Schmelzer Tais (seit 2020)